# Medische Staatsuniversiteit van Jerevan
De Medische Staatsuniversiteit van Jerevan (Armeens: Մխիթար Հերացու անվան Երեվանի Պետական Բժշկական Համալսարան, Engels: Yerevan State Medical University (YSMU)) is een geneeskundige universiteit in Jerevan (Armenië).
De universiteit is vernoemd naar Mkhitar Heratsi, een Armeense arts uit de twaalfde eeuw.